# Bo Derek
Bo Derek (nascuda Mary Cathleen Collins; Long Beach, Califòrnia, 20 de novembre de 1956) és una actriu de cinema i exmodel estatunidenca. La seva activitat en el cinema ha tingut desigual fortuna: va ser nominada a un Globus d'Or el 1979 per 10, la dona perfecta, però per altres films més fallits ha estat «premiada» com a mala actriu amb tres premis Golden Raspberry (els anti-Oscars, també anomenats Razzies).

## Biografia
És d'ascendència irlandesa, alemanya, neerlandesa i gal·lesa. Té dues germanes i un germà. El seu pare tenia un alt càrrec en l'empresa Hobie Cat, constructora de petites embarcacions de tipus catamarà; i la seva mare era maquilladora i perruquera de l'actriu Ann-Margret. El matrimoni es va divorciar i la mare es va tornar a casar amb un especialista de cinema, Bobby Bass, que doblava actors en escenes de risc.

### Descoberta per John Derek
Bo va començar a treballar com a model en l'adolescència, i en una audició a Hollywood va conèixer el director John Derek, trenta anys més gran. Ella amb prou feines tenia 16 anys, i per evitar problemes legals la parella va residir per un temps a Mèxic. Poc després de complir Bo la majoria d'edat, van tornar als Estats Units i es van casar el 1976. Seguirien junts fins que ell va morir el 1998.
La carrera de Bo Derek al cinema va ser canalitzada pel seu marit i va explotar més el seu atractiu físic que el seu talent. Elevada a categoria de sex symbol, Bo era, no obstant això, criticada per les seves actuacions, i bona prova d'això és que va guanyar tres vegades el premi Golden Raspberry o Razzie (l'anti-Oscar) com a pitjor actriu, i va ser nominada a un altre com a pitjor actriu del segle.
El debut de Bo al cinema va ser el 1974, quan va participar en una pel·lícula eròtica dirigida per John Derek: Fantasies (Helena, l'illa de l'amor), que no va poder distribuir-se fins a 1981. La jove actriu figurava acreditada amb el nom de Kathleen Collins.
El 1977, va participar amb un paper secundari en la taquillera Orca, la balena assassina, producció de Dino de Laurentiis, que seguia la pista de l'èxit mundial Tauró de Steven Spielberg. Va ser un llargmetratge protagonitzat per Richard Harris i Charlotte Rampling.
Anteriorment, Bo s'havia presentat al càsting del remake de King Kong de 1976, igualment produït per De Laurentiis, però el paper el va guanyar finalment Jessica Lange, que va saltar a la fama gràcies a aquest film malgrat el seu fracàs comercial.

### Sex symbolmundial amb10
La reeixida comèdia 10, la dona perfecta, protagonitzada per Dudley Moore i Julie Andrews, va ser segurament el millor treball de Bo Derek: li va valer una nominació als Globus d'Or, a més d'un immediat estatus de sex symbol. Però, per desgràcia, els seus següents treballs no gaudirien de gaire reconeixement per la seva escassa qualitat.
Va participar en A Change of Seasons (1980), una espècie de seqüela de 10, que no va obtenir l'èxit esperat malgrat incloure protagonistes tan il·lustres com Shirley MacLaine i Anthony Hopkins.

### Males crítiques
El 1981, va recuperar la popularitat amb una altra pel·lícula dirigida pel seu marit: Tarzan, the Ape Man, amb el musculós Miles O'Keeffe i la participació de Richard Harris i John Phillip Law. Va ser una producció en clau de comèdia eròtica que va recollir males crítiques, i un premi Golden Raspberry per a l'actriu.
El 1984, Bo va treballar novament amb el seu marit John Derek en una altra producció picant que explotava la seva bellesa: Bolero, parcialment rodada a Espanya amb George Kennedy, Olivia d'Abo i les actrius espanyoles Ana Obregón i Mirta Miller. El paper de galant (encarnant un torero banyegat a l'entrecuix) va recaure en l'italià Andrea Occhipinti. Malgrat les males crítiques (segon Razzie per Bo), la pel·lícula va ser un èxit de taquilla, aconseguint la tercera posició de recaptació en la seva estrena als Estats Units, per sobre de la pel·lícula musical Purple Rain de Prince i molt prop dels Caçafantasmes.
El 1989, els Derek van estrenar la seva següent comèdia eròtica, igualment dirigida per John i protagonitzada per Bo: Ghosts Can't Do It (Els fantasmes no poden fer-ho), amb estrelles veteranes com Anthony Quinn, Don Murray i Julie Newmar. Va suposar per a l'actriu el seu tercer premi Razzie.

### Últims treballs en el cinema i TV
Bo Derek va començar a espaiar els seus treballs en el cinema, i va reaparèixer el 2003 en la comèdia Malibu's Most Wanted, encarnant la mare del jove protagonista; el paper de pare (i marit d'ella), el va fer Ryan O'Neal. Ja el 2006, Bo va participar en quaranta episodis de la sèrie de televisió Fashion House.

### Altres treballs
Derek va posar diverses vegades nua para la revista Playboy (la primera vegada el 1980, en fotos preses pel seu marit John) i el 2004 va formar part del jurat de Miss Univers.

## Vida privada
És una republicana conservadora que va donar suport a George W. Bush.
Viu en el ranxo de Santa Ynez Valley a Califòrnia, Estats Units, al costat de la seva germana, el marit d'aquesta, i els seus dos fills.
Derek és una gran fan de l'equitació i la Fórmula 1.

## Filmografia
Filmografia:

### Cinema
| Pel·lícula                                     | Any  | Paper                         | Notes                                                               |
| ---------------------------------------------- | ---- | ----------------------------- | ------------------------------------------------------------------- |
| Orca, la balena assassina (Orca)               | 1977 | Annie                         |                                                                     |
| 10, la dona perfecta                           | 1979 | Jenny Hanley                  | Nominada: Globus d'Ora la millor nova estrella                      |
| A Change of Temporadas                         | 1980 | Lindsey Rutledge              |                                                                     |
| Fantasies                                      | 1981 | Anastasia                     |                                                                     |
| Tarzan, the Ape Man                            | 1981 | Jane Parker                   | Guanya: Golden Raspberry Award for Worst Actress                    |
| Bolero                                         | 1984 | Ayre "Mac" MacGillivery       | Guanya: Golden Raspberry Award for Worst Actress                    |
| Ghosts Can't Do It                             | 1990 | Katie O'Dare Scott            | Guanya: Golden Raspberry Award for Worst Actress                    |
| Woman of Desire                                | 1993 | Christina Ford                |                                                                     |
| Tommy Boy                                      | 1995 | Beverly Barish-Burns Callahan | Nominada: Golden Raspberry Award for Worst Supporting Actress       |
| Sunstorm                                       | 2001 | Victoria Warren               |                                                                     |
| Frozen with Fear                               | 2001 | Katherine Sullivan            |                                                                     |
| Horror 101                                     | 2001 | Miss Allison James            |                                                                     |
| The Master of Disguise                         | 2002 | Ella mateixa                  | Cameo Nominada: Golden Raspberry Award for Worst Supporting Actress |
| El més buscat de Malibú (Malibu's Most Wanted) | 2003 | Bess Gluckman                 |                                                                     |
| Boom                                           | 2003 | Ella mateixa                  | Cameo                                                               |
| Life in the Balance                            | 2004 | Kathryn Garr                  |                                                                     |
| Crusader                                       | 2005 | Nicola Markham                |                                                                     |
| Highland Park                                  | 2012 | Destiny                       |                                                                     |

### Televisió
| Programa                           | Any     | Paper            | Notes                                     |
| ---------------------------------- | ------- | ---------------- | ----------------------------------------- |
| Hot Chocolate                      | 1992    | BJ Cassidy       | Telefilm                                  |
| Shattered Image                    | 1994    | Helen Allgood    | Telefilm                                  |
| Wind on Water                      | 1998    | Ciel Connolly    | 3 episodis                                |
| The Drew Carey Show                | 1999    | Ella mateixa     | 1 episodi                                 |
| Family Law                         | 2000    | Camille Weller   | 1 episodi                                 |
| Queen of Swords                    | 2000    | Mary Rose        | 1 episodi "The Witness"                   |
| Murder at the Cannes Film Festival | 2000    | Thada Pryce      | Telefilm                                  |
| Two Guys, a Girl and a Pizza Place | 2001    | Susan Bergen     | 3 episodis                                |
| Lucky                              | 2003    | Joan             | 1 episodi                                 |
| Still Standing                     | 2005    | Mrs. Rose Grundy | 1 episodi                                 |
| 7th Heaven                         | 2003–05 | Mrs. Kinkirk     | 3 episodis                                |
| Crusader                           | 2005    | Nicola Markham   | Telefilm                                  |
| Fashion House                      | 2006    | Maria Gianni     | 40 episodis                               |
| The Hunt for the I-5 Killer        | 2011    | Seaver           | Telefilm                                  |
| Chuck                              | 2012    | Ella mateixa     | Temporada 5, episodi 10 "Chuck Versus Bo" |
| CSI:Miami                          | 2012    | Joanna Toring    | Temporada 10, episodi 14                  |
| Sharknado 3: Oh Hell No!           | 2015    | May Wexler       | Telefilm                                  |